# Yan Phillipe
Yan Philipe Oliveira Lemos (Minas Gerais, Brasil, 17 de mayo de 2004), conocido deportivamente como Yan Phillipe, es un futbolista brasileño que juega como medio ofensivo y su equipo actual es el Club Atlético de San Luis de la Primera División de México.

## Trayectoria
Formado en la cantera del Clube Atlético Mineiro, se oficializó su llegada al Club Atlético de San Luis mexicano en enero de 2024.
Debutó y anotó su primer gol con el Club Atlético de San Luis el día viernes 1 de marzo de 2024 en la victoria 4-0 de los potosinos sobre el Club Puebla.